# Tarenna petitii
Tarenna petitii är en måreväxtart som beskrevs av Nicolas Hallé. Tarenna petitii ingår i släktet Tarenna och familjen måreväxter. Inga underarter finns listade i Catalogue of Life.